# 1466
| 1466               |
| ------------------ |
| Dødsfald - Fødsler |
|                    |

| Gregoriansk kalender | 1466 MCDLXVI            |
| Ab urbe condita      | 2219                    |
| Armensk kalender     | 915 ԹՎ ՋԺԵ              |
| Kinesiske kalender   | 4162 – 4163 乙酉 – 丙戌 |
| Etiopisk kalender    | 1458 – 1459             |
| Jødisk kalender      | 5226 – 5227             |
| Hindukalendere       |                         |
| - Vikram Samvat      | 1521 – 1522             |
| - Shaka Samvat       | 1388 – 1389             |
| - Kali Yuga          | 4567 – 4568             |
| Iransk kalender      | 844 – 845               |
| Islamisk kalender    | 870 – 871               |

Konge i Danmark: Christian 1. 1448-1481
Se også 1466 (tal)

## Begivenheder
- Den Tyske Orden afstår Vestpreussen til Polen.

## Født
- 29. juni - Els von Gemmingen, tysk priorinde af Magdalenenklosteret (død 1532).